# Tobias Hauke
Tobias Constantin Hauke (født 11. september 1987) er en tysk hockeyspiller og anfører på det tyske landshold. Han har deltaget i fire olympiske lege i de første årtier af 2000'erne.

## Hockeykarriere
Hauke har spillet det meste af sin karriere hos Harvestehuder THC (afbrudt af to sæsoner i KTHC Stadion Rot-Weiss Köln. Han debuterede på det tyske seniorlandshold i 2005 og har siden spillet langt over 300 landskampe, i flere turneringer som anfører for holdet.
Hans første store resultater med landsholdet kom i 2007, hvor Tyskland blev indendørsverdensmester og senere på året vandt Champions Trophy.
Han var med ved OL 2008 i Beijing, hvor Tyskland blev nummer to i indledende pulje. I semifinalen vandt de over Holland efter straffeslag, mens de i finalen sikrede sig guldet efter en sejr på 1-0 over Spanien, der fik sølv, mens Australien fik bronze.
De følgende år var han med til at vinde EM-sølv i 2009 og VM-sølv i 2010, hvorpå Tyskland satte trumf på i 2011, hvor de vandt både VM-guld (indendørs) og EM-guld (på græs). De vandt desuden EM-guld (indendørs) i 2012 og var dermed blandt de største favoritter ved OL 2012 i London. Her indledte Tyskland  med at blive nummer to i deres pulje, hvorpå de i semifinalen besejrede Australien 4-2, inden de genvandt OL-guldet med sejr på 2-1 over Holland, mens Australien blev nummer tre.
I 2013 blev det til endnu et EM-guld på græs for tyskerne, og samme år blev Hauke udnævnt som årets spiller af det internationale hockeyforbund. I 2014 vandt de Champions Trophy, den hidtil seneste guldmedalje for Hauke, og året efter vandt de bronze ved indendørs-VM og sølv ved udendørs-EM. Det blev til bronze ved Champions Trophy i 2016, kort inden OL 2016 i Rio de Janeiro. Her vandt Tyskland sin indledende pulje og derpå kvartfinalen mod New Zealand med 3-2. I semifinalen tabte de med 2-5 til Argentina, der efterfølgende vandt guld med sejr over Belgien, mens tyskerne vandt bronze med sejr over Holland efter straffeslag.
I 2018 blev tyskerne nummer to ved indendørs-VM, og i 2021 vandt de sølv ved udendørs-EM. Trods mindre gode resultater de seneste år var tyskerne stadig blandt favoritterne ved OL 2020 (afholdt i 2021) i Tokyo, men her måtte de nøjes med en fjerdeplads efter at have tabt semifinalen til Australien, der senere tabte finalen til Belgien, og nederlag i kampen om bronze til Indien. Efter OL bekendtgjorde Hauke, at han indstillede sin landsholdskarriere.

## Øvrig karriere
Hauke har ud over sin aktive karriere i hockey også siden 2013 været involveret i fodboldklubben Hamburger SV, hvor han først arbejdede i presseafdelingen og fra 2016 som holdmanager.
I 2019 trådte han ind i familiefirmaet Kurt E.F.W. Hauke KG som salgsdirektør.